# Élections européennes de 2019
Les élections européennes de 2019 ont lieu entre les 23 et 26 mai 2019 dans les vingt-huit États membres afin d'élire les députés au sein du Parlement européen pour un mandat de cinq ans. Une partie des parlementaires sont élus à titre suspensif dans vingt-sept des États membres de l'Union européenne et ne peuvent prendre leurs sièges qu'après le départ du Royaume-Uni le 31 janvier 2020. Il s'agit des neuvièmes élections européennes depuis le premier vote au suffrage universel direct en 1979. Le scrutin est obligatoirement proportionnel dans chacun des États et cette proportionnalité est relative à chaque circonscription.

## Contexte
Les élections européennes de 2019 prennent place dans un contexte inédit pour l'Union européenne. La précédente mandature, entre 2014 et 2019, fut en effet l'objet de nombreux événements susceptibles d'influer sur la situation politique européenne, comme le référendum sur l'appartenance du Royaume-Uni à l'Union européenne en 2016, l'arrivée ou la reconduction au pouvoir dans plusieurs pays de gouvernements eurosceptiques et populistes (en Hongrie en 2014, en Pologne en 2015, en Autriche en 2017 et en Italie en 2018) et l'adoption de l'accord de Paris sur le climat en 2015.
Les élections européennes de 2019 ont aussi lieu après près de quinze ans de présidence de la Commission européenne par le Parti populaire européen et cinq années de pouvoir de la commission Juncker ayant obtenu la confiance des Parti populaire européen, Parti socialiste européen et Parti de l'Alliance des libéraux et des démocrates pour l'Europe.
Certains analystes prévoient que les élections de 2019 pourraient mettre fin à la grande coalition entre le groupe populaire et le groupe des socialistes et démocrates, qui disposent à eux deux de 54 % des sièges, et nécessiter des alliances plus complexes pour acter une loi.
Selon certaines tendances, les deux groupes majoritaires pourraient perdre des sièges au profit de partis populistes.
Les élections visent à élire les députés de la Neuvième législature du Parlement européen pour succéder aux députés européens de la 8e législature.

## Mode de scrutin

### Généralités
Les élections européennes permettent d'élire, directement, les députés qui composent le Parlement européen et, indirectement, le président de la Commission européenne. Le Traité sur le fonctionnement de l'Union européenne prévoit que les citoyens des États de l'Union européenne peuvent voter et être élus dans l'État dans lequel ils résident, même s'ils n'en sont pas citoyens.
Chacun des 27 États membres de l'Union européenne fixe ses propres règles d'organisation du scrutin, pourvu que l'élection ait lieu au suffrage universel direct et au scrutin proportionnel plurinominal, répartis selon la méthode d’Hondt :
- en Irlande, à Malte et en Irlande du Nord, il s'agit du scrutin à vote unique transférable ;
- en Autriche, en Belgique, au Danemark, en Finlande, en Suède, en Croatie, en Italie et aux Pays-Bas, l'électeur peut attribuer des voix de préférence aux candidats de son choix ;
- au Luxembourg, l'électeur peut voter pour des candidats de différentes listes ;
- dans les autres États, il s'agit d'un scrutin par liste bloquée.

La plupart des États forment une circonscription nationale mais certains ont découpé leur territoire en circonscriptions régionales. Les États peuvent prévoir la fixation d'un seuil minimal pour l'attribution des sièges, mais ce seuil ne peut être supérieur à 5 %. Un pays peut également changer de règles depuis les précédentes élections (2014), c’est par exemple ce que la France a fait : chaque parti ne présentant plus une liste dans chacune des huit circonscriptions mais une seule liste nationale.
La particularité de 2019, compte tenu du Brexit, tient au fait que certains pays verront leur nombre de députés augmenter au moment du Brexit, en prenant les suivants sur la liste.

### Spécificités nationales
En Italie, la participation aux élections requiert la collecte de 150 000 signatures et leur vérification par un notaire ou équivalent, sur ce nombre, 3 000 doivent venir de la vallée d'Aoste qui compte 128 000 habitants.
En France, chaque parti doit imprimer son propre bulletin de vote, alors que d'autres pays utilisent un bulletin de vote unique pour différents partis. L'impression de ces bulletins peut coûter un million d'euros remboursables.
En Allemagne, les formalités sont la reconnaissance préalable en tant que parti politique et l'obtention de 4 000 signatures.
Les seuils déclenchant l'attribution du nombre de sièges peuvent également varier d'un pays à un autre : pas de seuil en Allemagne, 4 % en Italie, 5 % en France. Ainsi, en France, un parti ne peut pas obtenir 1, 2 ou 3 élus. Soit la liste atteint le seuil électoral et obtient un minimum de quatre sièges, soit elle ne l'atteint pas et n'en obtient aucun. Cela a ainsi conduit à ignorer 17% des scrutins exprimés en 2019. Dans une question prioritaire de constitutionnalité du 25 octobre de 2019, le Conseil constitutionnel a jugé que ce seuil de 5 % est conforme à la Constitution, en ce que le législateur « a entendu favoriser la représentation au Parlement européen des principaux courants d'idées et d'opinions exprimées en France et ainsi renforcer leur influence en son sein » et a « entendu contribuer à l'émergence et à la consolidation de groupes politiques européens de dimension significative ».

### Calendrier
Les élections se tiennent du 23 au 26 mai 2019. Ces dates, arrêtées en conférence des présidents du Parlement européen, ont été transmises au Conseil de l'Union européenne pour approbation.
| Date de scrutin | États concernés |
| --------------- | --- |
| 23 mai          | Pays-Bas Royaume-Uni |
| 24 mai          | Irlande |
| 24 et 25 mai    | Tchéquie |
| 25 mai          | France (outre-mer et Français de l'étranger sur le continent américain) Lettonie Malte Slovaquie |
| 26 mai          | Allemagne Autriche Belgique Bulgarie Chypre Croatie Danemark Espagne Estonie Finlande France (métropole et Français de l'étranger hors continent américain) Grèce Hongrie Italie Lituanie Luxembourg Pologne Portugal Roumanie Slovénie Suède |

### Répartition des sièges
| Députations    | 2007 | 2009 | 2011 | 2013 | 2014 | Propositions pour 2019, | Propositions pour 2019,                 | Propositions pour 2019,                 | Propositions pour 2019,     | Propositions pour 2019,                          | décision prise | décision prise | 2019 | 2020 |
| Députations    | 2007 | 2009 | 2011 | 2013 | 2014 | proposition d'A. Duff   | députations non-britanniques inchangées | députations non-britanniques inchangées | compromis de Cambridge      | compromis de Cambridge                           | décision prise | décision prise | 2019 | 2020 |
| Députations    | 2007 | 2009 | 2011 | 2013 | 2014 | proposition d'A. Duff   | aucun nouveau siège                     | circonscr. pan- européenne              | coefficient de Gini minimal | coefficient de mauvaise répartition (en) minimal | 2019           | 2019           | 2019 | 2020 |
| -------------- | ---- | ---- | ---- | ---- | ---- | ----------------------- | --------------------------------------- | --------------------------------------- | --------------------------- | ------------------------------------------------ | -------------- | -------------- | ---- | ---- |
| Pan-européenne | -    | -    | -    | -    | -    | -                       | -                                       | 73                                      | -                           | -                                                | -              | -              | -    | -    |
| Allemagne      | 99   | 99   | 99   | 99   | 96   | 96                      | 96                                      | 96                                      | 96                          | 96                                               | 96             | =              | 96   | 96   |
| France         | 78   | 72   | 74   | 74   | 74   | 83                      | 74                                      | 74                                      | 79                          | 96                                               | 79             | + 5            | 74   | 79   |
| Royaume-Uni    | 78   | 72   | 73   | 73   | 73   | 79                      | -                                       | -                                       | -                           | -                                                | -              | - 73           | 73   | -    |
| Italie         | 78   | 72   | 73   | 73   | 73   | 78                      | 73                                      | 73                                      | 73                          | 89                                               | 76             | + 3            | 73   | 76   |
| Espagne        | 54   | 50   | 54   | 54   | 54   | 61                      | 54                                      | 54                                      | 57                          | 70                                               | 59             | + 5            | 54   | 59   |
| Pologne        | 54   | 50   | 51   | 51   | 51   | 51                      | 51                                      | 51                                      | 47                          | 58                                               | 52             | + 1            | 51   | 52   |
| Roumanie       | 35   | 33   | 33   | 33   | 32   | 31                      | 32                                      | 32                                      | 27                          | 33                                               | 33             | + 1            | 32   | 33   |
| Pays-Bas       | 27   | 25   | 26   | 26   | 26   | 25                      | 26                                      | 26                                      | 24                          | 29                                               | 29             | + 3            | 26   | 29   |
| Belgique       | 24   | 22   | 22   | 22   | 21   | 19                      | 21                                      | 21                                      | 18                          | 21                                               | 21             | =              | 21   | 21   |
| Grèce          | 24   | 22   | 22   | 22   | 21   | 19                      | 21                                      | 21                                      | 17                          | 20                                               | 21             | =              | 21   | 21   |
| Tchéquie       | 24   | 22   | 22   | 22   | 21   | 18                      | 21                                      | 21                                      | 17                          | 20                                               | 21             | =              | 21   | 21   |
| Portugal       | 24   | 22   | 22   | 22   | 21   | 18                      | 21                                      | 21                                      | 17                          | 20                                               | 21             | =              | 21   | 21   |
| Suède          | 19   | 18   | 20   | 20   | 20   | 18                      | 20                                      | 20                                      | 16                          | 19                                               | 21             | + 1            | 20   | 21   |
| Hongrie        | 24   | 22   | 22   | 22   | 21   | 17                      | 21                                      | 21                                      | 16                          | 19                                               | 21             | =              | 21   | 21   |
| Autriche       | 18   | 17   | 19   | 19   | 18   | 16                      | 18                                      | 18                                      | 15                          | 18                                               | 19             | + 1            | 18   | 19   |
| Bulgarie       | 18   | 17   | 18   | 18   | 17   | 14                      | 17                                      | 17                                      | 13                          | 15                                               | 17             | =              | 17   | 17   |
| Danemark       | 14   | 13   | 13   | 13   | 13   | 12                      | 13                                      | 13                                      | 12                          | 13                                               | 14             | + 1            | 13   | 14   |
| Finlande       | 14   | 13   | 13   | 13   | 13   | 12                      | 13                                      | 13                                      | 12                          | 13                                               | 14             | + 1            | 13   | 14   |
| Slovaquie      | 14   | 13   | 13   | 13   | 13   | 12                      | 13                                      | 13                                      | 12                          | 13                                               | 14             | + 1            | 13   | 14   |
| Irlande        | 13   | 12   | 12   | 12   | 11   | 11                      | 11                                      | 11                                      | 11                          | 12                                               | 13             | + 2            | 11   | 13   |
| Croatie        | -    | -    | -    | 12   | 11   | 11                      | 11                                      | 11                                      | 10                          | 11                                               | 12             | + 1            | 11   | 12   |
| Lituanie       | 13   | 12   | 12   | 12   | 11   | 9                       | 11                                      | 11                                      | 9                           | 9                                                | 11             | =              | 11   | 11   |
| Slovénie       | 7    | 7    | 8    | 8    | 8    | 8                       | 8                                       | 8                                       | 8                           | 8                                                | 8              | =              | 8    | 8    |
| Lettonie       | 9    | 8    | 9    | 9    | 8    | 8                       | 8                                       | 8                                       | 8                           | 8                                                | 8              | =              | 8    | 8    |
| Estonie        | 6    | 6    | 6    | 6    | 6    | 7                       | 6                                       | 6                                       | 7                           | 7                                                | 7              | + 1            | 6    | 7    |
| Chypre         | 6    | 6    | 6    | 6    | 6    | 6                       | 6                                       | 6                                       | 6                           | 7                                                | 6              | =              | 6    | 6    |
| Luxembourg     | 6    | 6    | 6    | 6    | 6    | 6                       | 6                                       | 6                                       | 6                           | 6                                                | 6              | =              | 6    | 6    |
| Malte          | 6    | 6    | 6    | 6    | 6    | 6                       | 6                                       | 6                                       | 6                           | 6                                                | 6              | =              | 6    | 6    |
| Total          | 785  | 736  | 754  | 766  | 751  | 751                     | 678                                     | 751                                     | 639                         | 736                                              | 705            | - 46           | 751  | 705  |

Les décisions relatives à la répartition des sièges au Parlement sont régies par l'article 9A du traité de Lisbonne. Cet article stipule que « le Parlement européen est composé de représentants des citoyens de l’Union. Leur nombre ne dépasse pas sept cent cinquante, plus le président. La représentation des citoyens est assurée de façon dégressivement proportionnelle, avec un seuil minimum de six membres par Etat membre. Aucun État membre ne se voit attribuer plus de quatre-vingt seize sièges ».
En raison du processus du retrait du Royaume-Uni de l'Union européenne, les soixante-treize sièges attribués au Royaume-Uni devraient être retirés quelques mois avant les élections de 2019. En avril 2017, un groupe de législateurs européens a discuté de ce qui devrait être fait au sujet des sièges vacants. Un plan, soutenu par Gianni Pittella et Emmanuel Macron, propose de remplacer les soixante-treize sièges par une liste transnationale. Les autres options envisagées comprennent la suppression des sièges britanniques sans remplacement ou encore la réaffectation d'une partie ou de la totalité des sièges pour d'autres pays afin de réduire l'inégalité de représentation.
Une nouvelle hypothèse, approuvée par la commission des affaires constitutionnelles du Parlement européen, propose de réduire le nombre de sièges à sept cent trente-deux (contre sept cent cinquante et un à l'issue de la XVIIIe législature) en octroyant, après avoir retiré les soixante-treize sièges du Royaume-Uni, vingt-sept sièges à quatorze États membres : cinq pour la France, cinq pour l'Espagne, trois pour les Pays-Bas, trois pour l’Italie, deux pour l’Irlande, un pour l’Estonie, un pour la Croatie, un pour la Finlande, un pour le Danemark, un pour la Suède, un pour l’Autriche, un pour la Pologne, un pour la Roumanie et un pour la Slovaquie.
Seraient également réservés vingt-sept sièges à des députés transnationaux. Toutefois, l'idée de créer une circonscription paneuropéenne ne bénéficie pas d'une majorité confortable. Au Parlement européen, le projet est soutenu par les groupes parlementaires de gauche (S&D, GUE/NGL et Verts/ALE) et du centre (ADLE) tandis que s'y opposent la droite et les eurosceptiques (PPE en grande partie, CRE, ELDD et ENL) qui y voient une atteinte à la souveraineté des États et un projet qui couperait les élus issus de ces listes des citoyens. La défiance du Parlement européen est confirmée par un vote consultatif, organisé en février 2018, au cours duquel les parlementaires européens rejettent à 368 voix contre 274 le principe de réserver une trentaine de sièges dans le prochain hémicycle strasbourgeois à des candidats issus de toute l’Union, choisis indépendamment de leur nationalité par les différents partis politiques européens. Aussi, tous les États membres ne semblent pas soutenir le projet : si la France, l’Espagne, le Portugal, la Grèce, la Bulgarie, ainsi que la Belgique et l’Irlande semblent d'accord, l'Allemagne ne s'est pas exprimée, alors que la Hongrie et la Pologne semblent opposées. À noter qu'une décision à l'unanimité serait nécessaire pour l'adoption de cette proposition.
Enfin, le projet ne semble pas disposer, pour le moment, de base juridique assez solide. À ce sujet, le député européen Jérôme Lavrilleux, favorable au projet, a dit, lors de la commission suscitée : « quand un candidat d’une liste transnationale fera campagne dans un pays, qui prendra en charge ses dépenses ? Quelle autorité pourra les contrôler ? [...] Le rapport du Parlement européen n’évoque pas ces questions, et il faudra bien adapter les législations nationales. Le délai semble un peu court ».

### Participation du Royaume-Uni
Le Royaume-Uni n'ayant pas finalisé le Brexit au 30 juin 2019, il conserve des sièges jusqu'au jour du Brexit le 31 janvier 2020, avec des élections en 2019.
Le Royaume-Uni a prévu un budget de 829 000 livres britanniques pour anticiper le retard du Brexit, nécessitant d'organiser sa participation aux élections européennes de 2019. Nigel Farage a prévu dans cette hypothèse de se représenter. Le Parti travailliste souhaite profiter de cette élection pour protéger les travailleurs dans le contexte du retrait du Royaume-Uni de l'Union européenne, mais ne souhaite pas que cette élection soit une sorte de « second référendum » sur ce sujet.
Les sondages donnent une avance importante du parti nouvellement créé (le Parti du Brexit, souhaitant une sortie sans accord du pays de l'UE) et des travaillistes aux dépens des conservateurs et de l'UKIP.
En pratique, le Parti du Brexit devient le parti avec le plus de députés de toute l'Union européenne. L'ensemble des députés britanniques cessent de siéger le 31 janvier 2020, à l'occasion du Brexit.

### Évolution française
En 2019 également, la France est revenue à une circonscription nationale unique au lieu des circonscriptions inter-régionales.

## Partis et candidats
Différents partis et groupes politiques européens, le plus souvent des fédérations ou alliances de partis nationaux ou régionaux, sont représentés lors de ces élections.
L'article 17 du traité sur l'Union européenne dispose qu'« en tenant compte des élections au Parlement européen, et après avoir procédé aux consultations appropriées, le Conseil européen, statuant à la majorité qualifiée, propose au Parlement européen un candidat à la fonction de président de la Commission européenne ». Depuis 2014, en accord avec les traités et malgré quelques réticences au Conseil européen, le président de la Commission européenne est élu au suffrage universel indirect. Le Parlement européen en a codifié la procédure et les partis politiques européens désigneront sans doute leurs candidats à la présidence de la Commission comme ils le firent à la précédente échéance électorale. Le 23 janvier 2018, la commission des Affaires constitutionnelles, puis le Parlement lui-même, le 13 février 2019 adopta une résolution proclamant que l'élection au suffrage universel indirect ne saurait être contournée et que le Parlement « sera prêt à rejeter tout candidat à la présidence de la Commission qui n’a pas été désigné comme tête de liste en amont des élections européennes ».
Dans ce cadre, plusieurs partis ont mis en place des procédures afin de désigner leur candidat à la présidence de la Commission européenne, afin que ceux-ci mènent campagne à l'occasion des élections européennes.

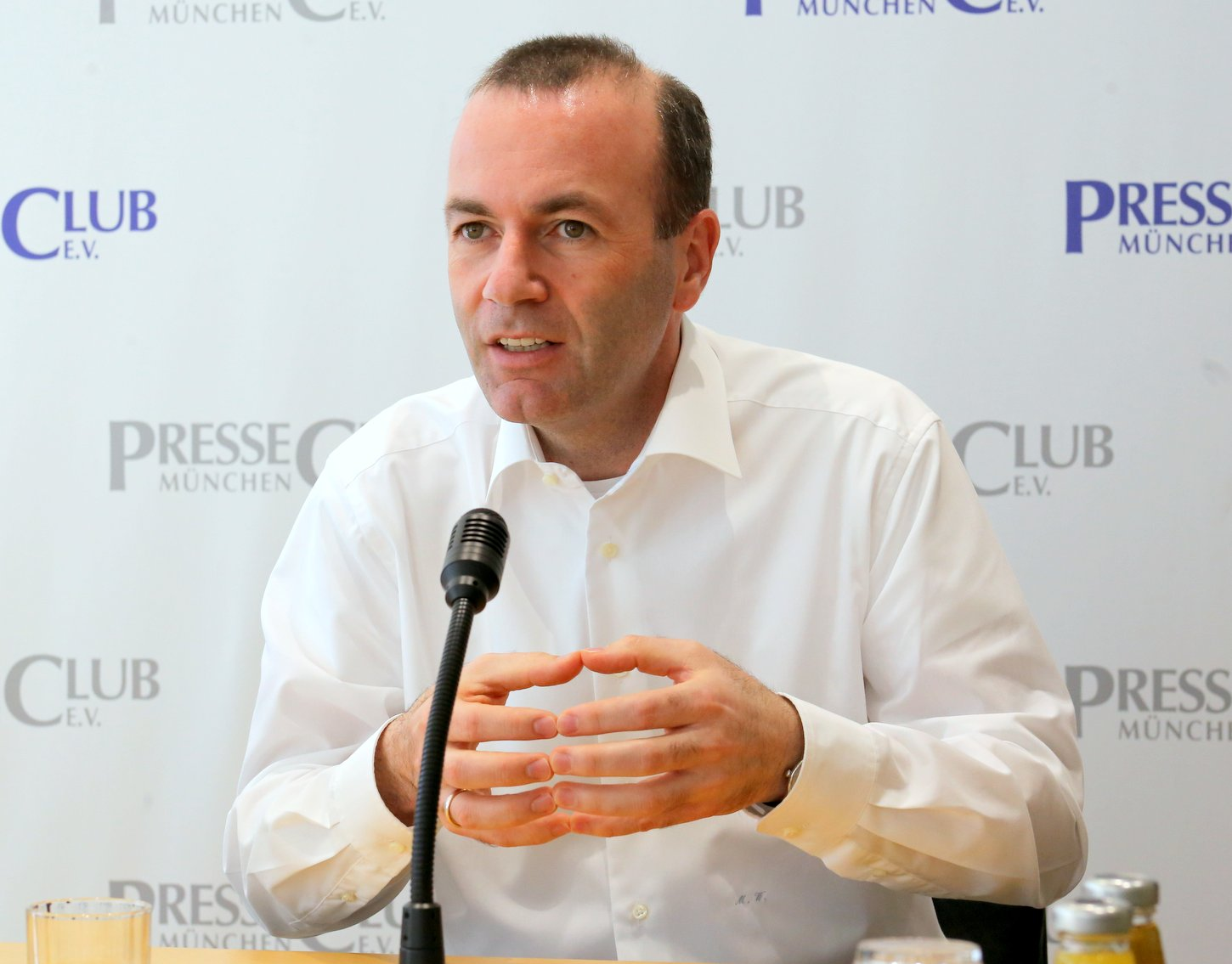
Manfred Weber, PPE
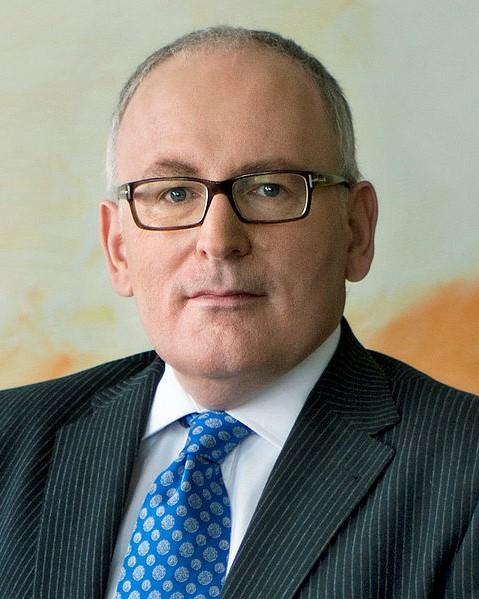
Frans Timmermans, PSE
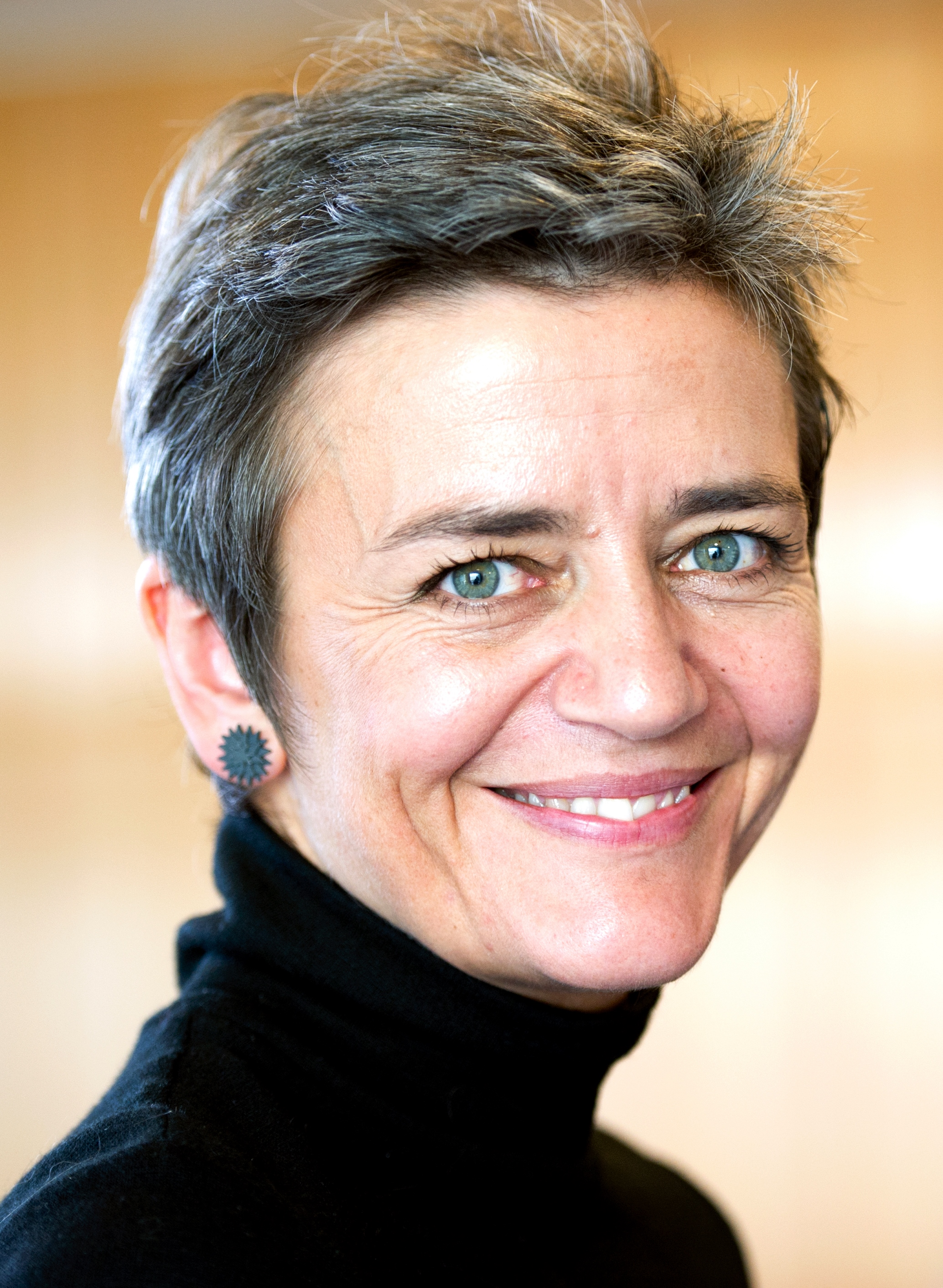
Margrethe Vestager, ALDE
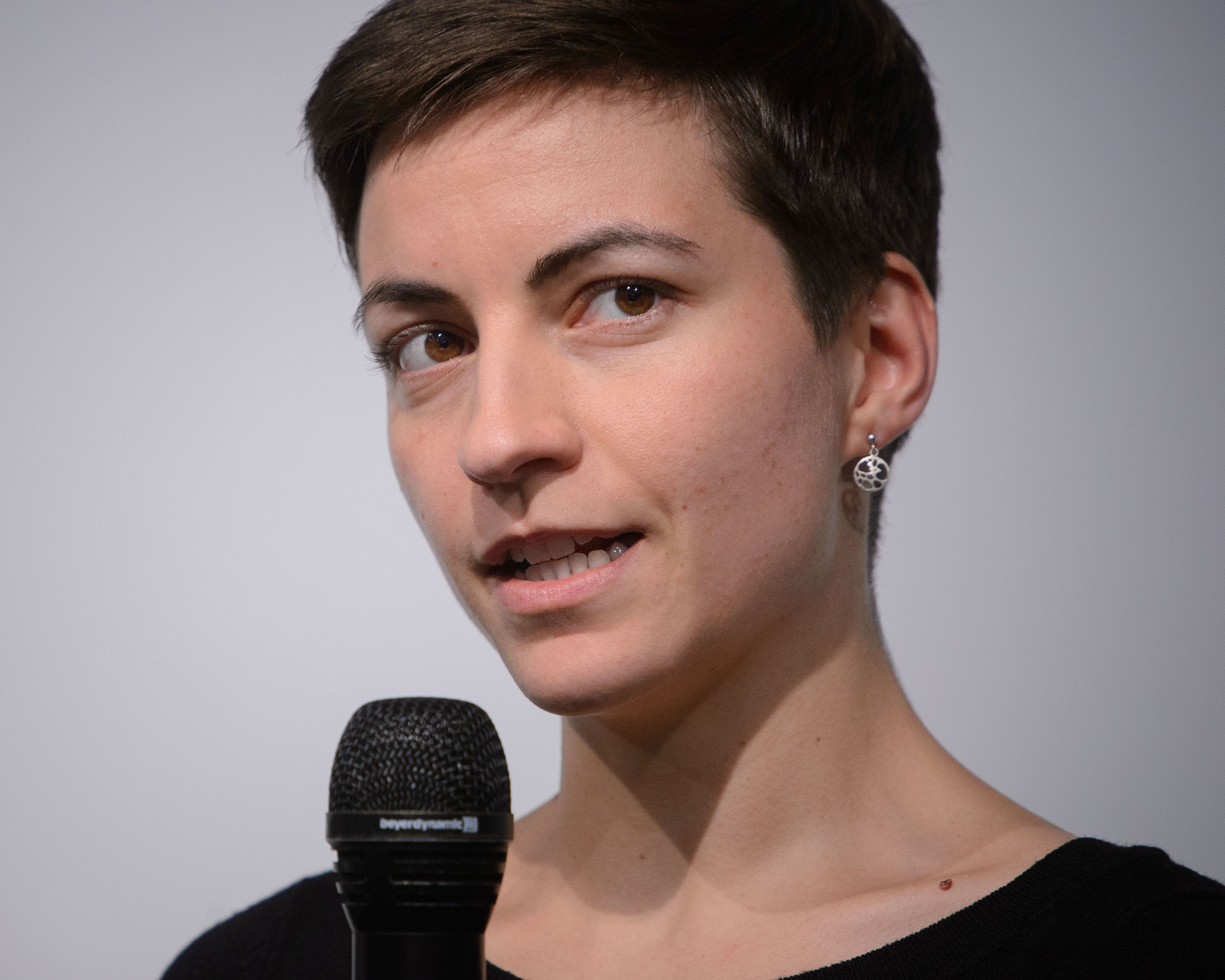
Ska Keller, PVE
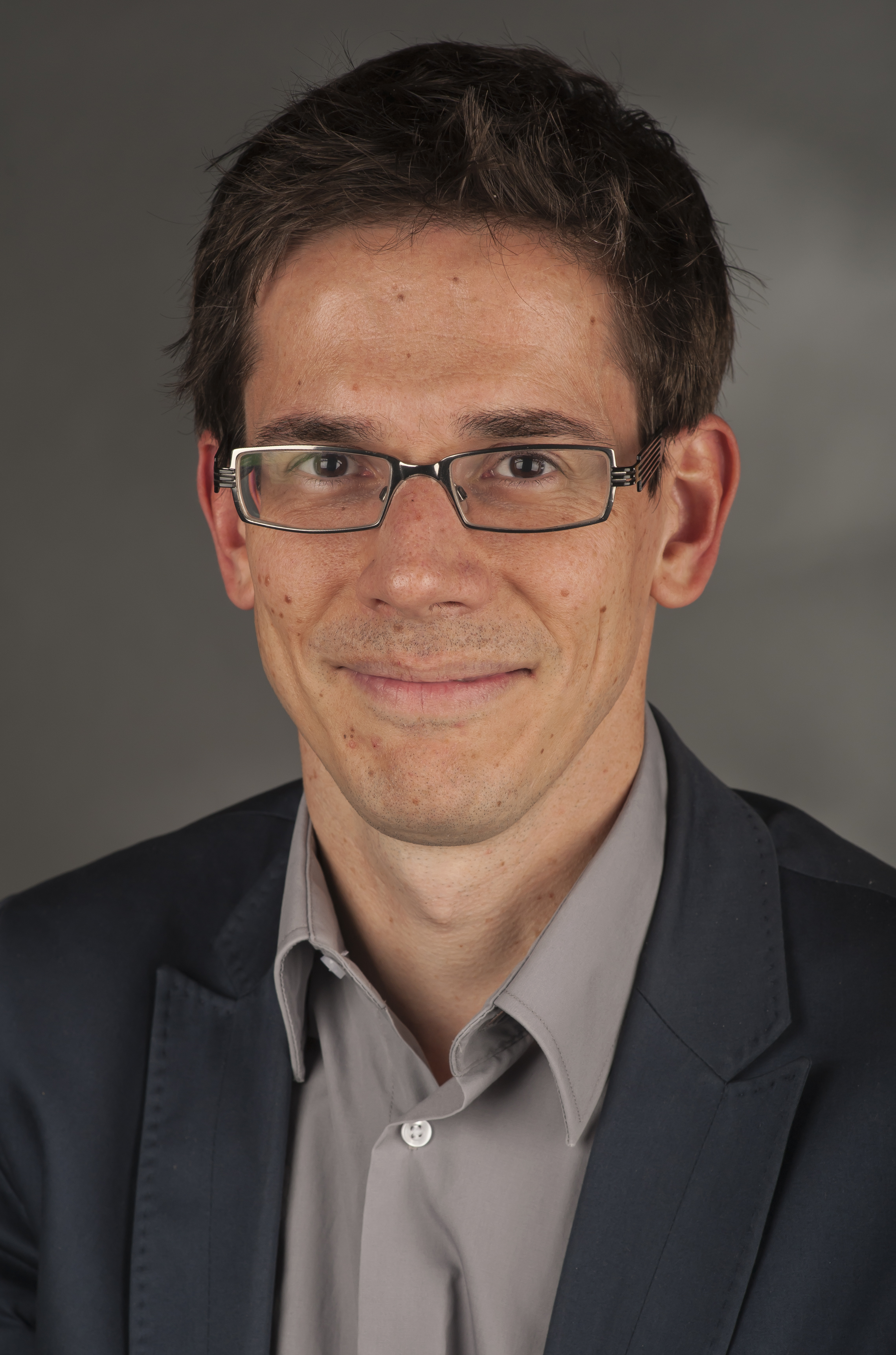
Bas Eickhout, PVE
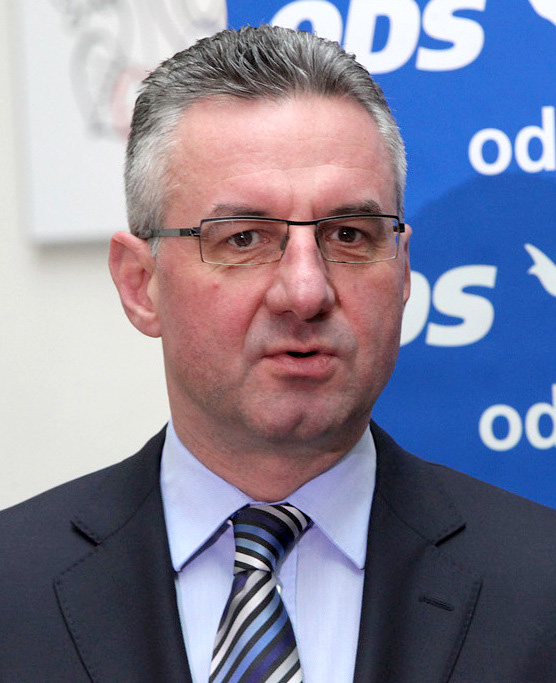
Jan Zahradil, ACRE

### Parti populaire européen
Le Parti populaire européen (PPE) rassemble des partis de droite et de centre droit, parmi lesquels Les Républicains en France, la CDU/CSU en Allemagne, les partis chrétiens-démocrates belges CDH et CD&V ou encore le Fidesz en Hongrie. Le groupe du PPE est le plus important groupe politique au Parlement européen, sans pour autant y disposer d'une majorité absolue. Les présidents de la Commission européenne, du Conseil européen et du Parlement européen en sont issus.
Le président (PPE) sortant de la Commission européenne, le Luxembourgeois Jean-Claude Juncker, a confirmé dès février 2017 qu'il ne serait pas candidat à sa propre succession. À l'issue de son congrès des 7 et 8 novembre 2018, à Helsinki, le Parti populaire européen élit par 492 voix (79 % des suffrages exprimés) le président bavarois du groupe parlementaire du Parti populaire européen Manfred Weber face à l'ancien Premier ministre finlandais, ancien ministre des Finances, des Affaires européennes, des Affaires étrangères, du commerce extérieur et actuel vice-président de la Banque européenne d'investissement Alexander Stubb,, qui ne recueille que cent vingt-sept voix.

### Parti socialiste européen
Le Parti socialiste européen rassemble des partis de centre-gauche, parmi lesquels le SPD en Allemagne, le PSOE en Espagne, le PS et le Sp.a en Belgique ainsi que le Parti socialiste en France. Ses valeurs sont celles de la social-démocratie. Le groupe social-démocrate est le deuxième groupe le plus important au Parlement européen, ce qui l'amène à jouer un rôle important dans la constitution de majorité avec le PPE et l'ALDE.
Le Parti socialiste européen désigne Frans Timmermans comme candidat à la présidence de la Commission européenne lors de son congrès des 7 et 8 décembre 2018 à Lisbonne. Après que le Slovaque Maroš Šefčovič, commissaire à l’union de l’énergie et vice-président de la Commission, a déclaré forfait, le Néerlandais, premier vice-président de la Commission européenne, auparavant ministre néerlandais des Affaires étrangères, était le seul candidat à l'investiture socialiste,,,.

### Parti de l'Alliance des libéraux et démocrates pour l'Europe
Le parti de l'Alliance des libéraux et des démocrates pour l'Europe rassemble des partis de centre-droit, comme le Parti libéral-démocrate (FDP) en Allemagne, le Parti populaire pour la liberté et la démocratie (VVD) aux Pays-Bas, le Mouvement réformateur (MR) et l'Open Vlaamse Liberalen en Democraten (Open VLD) en Belgique ainsi que le Parti démocrate européen (PDE/EDP). Par ailleurs, le parti du président français Emmanuel Macron La République en marche a annoncé en novembre 2018 son intention de s'allier avec le groupe de l’Alliance des démocrates et des libéraux pour l'Europe, dans ce qui deviendra Renew Europe. Ses valeurs sont celles du libéralisme économique. La majorité de ses membres sont pro-européens.
Le parti de l'Alliance des démocrates et des libéraux pour l'Europe, qui avait désigné en 2014 l'ancien premier-ministre belge Guy Verhofstadt comme tête de liste européenne et candidat à la présidence de la Commission européenne, a annoncé son intention de présenter un groupe de candidats aux fonctions exécutives européennes, qu'elle désigne à Berlin, en mars 2019.

### Alliance des conservateurs et réformistes
L'Alliance des conservateurs et réformistes rassemble des partis de droite eurosceptiques, parmi lesquels Droit et justice en Pologne ou les Vrais Finlandais en Finlande. Son groupe est le troisième plus important groupe politique au Parlement européen mais pourrait souffrir du Brexit, son principal membre jusqu'en 2019 étant le Parti conservateur britannique.
L'Alliance des conservateurs et réformistes européens investit le député européen tchèque Jan Zahradil comme tête de liste et candidat à la présidence de la Commission européenne, seul candidat à l'investiture après le retrait de la compétition de l'Allemand Hans-Olaf Henkel.

### Parti vert européen
Le Parti vert européen rassemble les partis verts et écologistes européens, parmi lesquels Europe Écologie Les Verts en France, Ecolo et Groen en Belgique. Ses valeurs sont celles de l'écologie politique. Il défend la transition écologique de l'économie, une lutte accrue contre le changement climatique, l'intégration européenne, une politique sociale plus forte, l'égalité femmes-hommes ou encore les droits des minorités. Le groupe qu'il forme au Parlement européen avec les régionalistes de l'Alliance libre européenne et le Parti pirate européen est le cinquième groupe au Parlement européen.
Comme en 2014, le Parti vert européen a décidé de nommer un binôme de deux candidats ou candidates. Contrairement à 2014 où les deux candidats avaient été élus au terme d'une primaire ouverte en ligne, le Parti vert européen a choisi de désigner ses têtes de listes européennes lors de son conseil qui se tient du 23 au 25 novembre 2018 à Berlin. L'Allemande Ska Keller et le Néerlandais Bas Eickhout, tous deux députés européens sortants, sont désignés têtes de liste du Parti vert européen face la Flamande Petra De Sutter,,.
Les succès des verts dans certains Länder allemands (Bavière, Hesse…), aux Pays-Bas, au Luxembourg et en Belgique en 2018 et début 2019 à des niveaux locaux, régionaux et nationaux devraient permettre au Parti vert européen de se renforcer dans ces pays. Selon Patrick Franjou leur succès s'explique par la mise en avant de questions environnementales dans le débat public mais surtout par leur capacité à avoir un discours en opposition aux populistes de droite et d'extrême droite, pro-européen, positif et plutôt libéral. Ils réussissent ainsi à capter les voix d'un électorat modéré, plutôt urbain et jeune. Cependant il souligne que la quasi-absence des écologistes en Europe du Sud et en Europe de l'Est (en dehors de la Hongrie) limite considérablement la marge de progression des écologistes.

### Mouvement pour l'Europe des nations et des libertés et sa coalition
Le Mouvement pour une Europe des nations et des libertés pourrait voir grandir son groupe parlementaire de l'Europe des nations et des libertés avec la montée du score des nationalistes dans plusieurs pays d'Europe. Le mouvement a investi Matteo Salvini comme tête de liste candidate à la présidence de la Commission,. Il cherche de nouveaux alliés venant d'autres partis en lançant l'Alliance européenne des peuples et des nations.

### Europe de la liberté et de la démocratie directe
Du fait du retrait du Royaume-Uni de l'Union européenne et de la perte conséquente des vingt députés européens du Parti pour l'indépendance du Royaume-Uni, l'Europe de la liberté et de la démocratie directe, groupe parlementaire souverainiste de quarante-quatre députés européens, pourrait échouer à maintenir les conditions à un groupe parlementaire autonome. À cela s'ajoute la réélection non-assurée des trois anciens du Front national français ayant suivi Florian Philippot (Les Patriotes) au sein du groupe parlementaire.

## Campagne
En 2018, le Parlement européen et l'EBU s'entendent pour organiser la campagne des européennes et les débats télévisés paneuropéens avec les candidats en tête pour la présidence de la commission,.
Mi avril 2019, un mercredi, France 24 a diffusé un duel entre Manfred Weber (PPE), et Frans Timmermans (PSE), deux candidats à la succession de Jean-Claude Juncker à la présidence de la Commission européenne.
- Un premier débat est organisé à Maastricht, aux Pays-Bas, le 29 avril 2019[59].

Ont participé au premier débat divers candidats dont : Frans Timmermans pour le S&D, Jan Zahradil pour le CRE, Violeta Tomić pour la gauche européenne, Bas Eickhout les Verts et Guy Verhofstadt pour l’ALDE.
- Un deuxième débat est organisé à  Florence, en Italie, le 2 mai 2019[59].

### Débat du 15 mai 2019

#### Organisation du débat

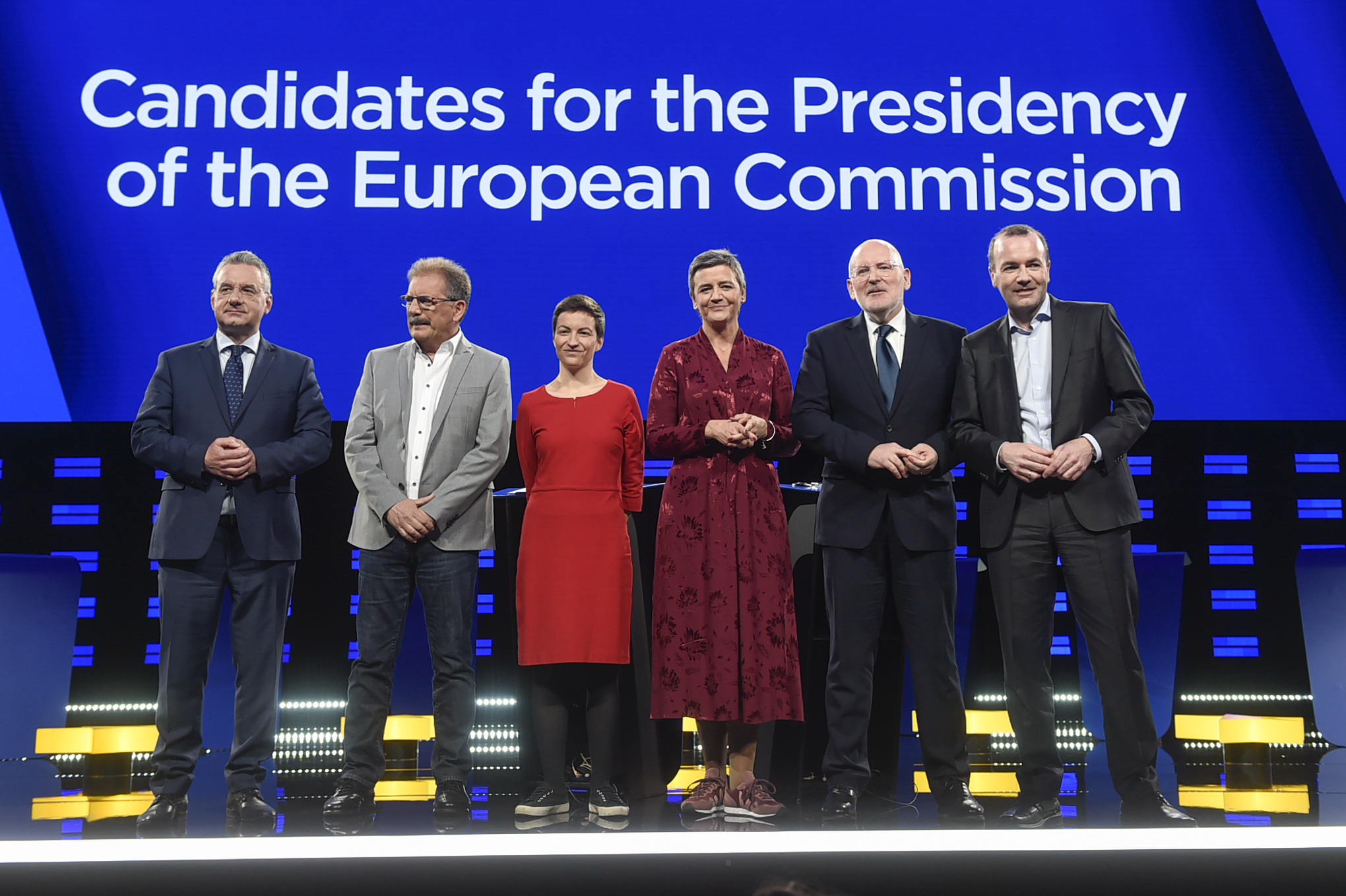
Candidats présents lors du débat (de gauche à droite) : Zahradil, Cué, Keller, Vestager, Timmermans, Weber.

Un débat entre les six candidats à la présidence de la Commission européenne est organisé au parlement européen de Bruxelles le mercredi 15 mai à 21h avec une diffusion en direct par Eurovision, et une traduction dans les vingt quatre langues (en comptant la langue des signes)
Les six candidats sont : Nico Cué (PGE), Ska Keller (leader du PVE), Jan Zahradil (ACRE), Margrethe Vestager (ALDE), Manfred Weber (PPE) et Frans Timmermans (PSE).
Ce débat est animé/modéré par Émilie Tran Nguyen (France Télévisions) et Markus Preiß (ARD), avec la participation d'Annastiina Heikkilä (fi) (Yle).

Candidats à la présidence de la commission.
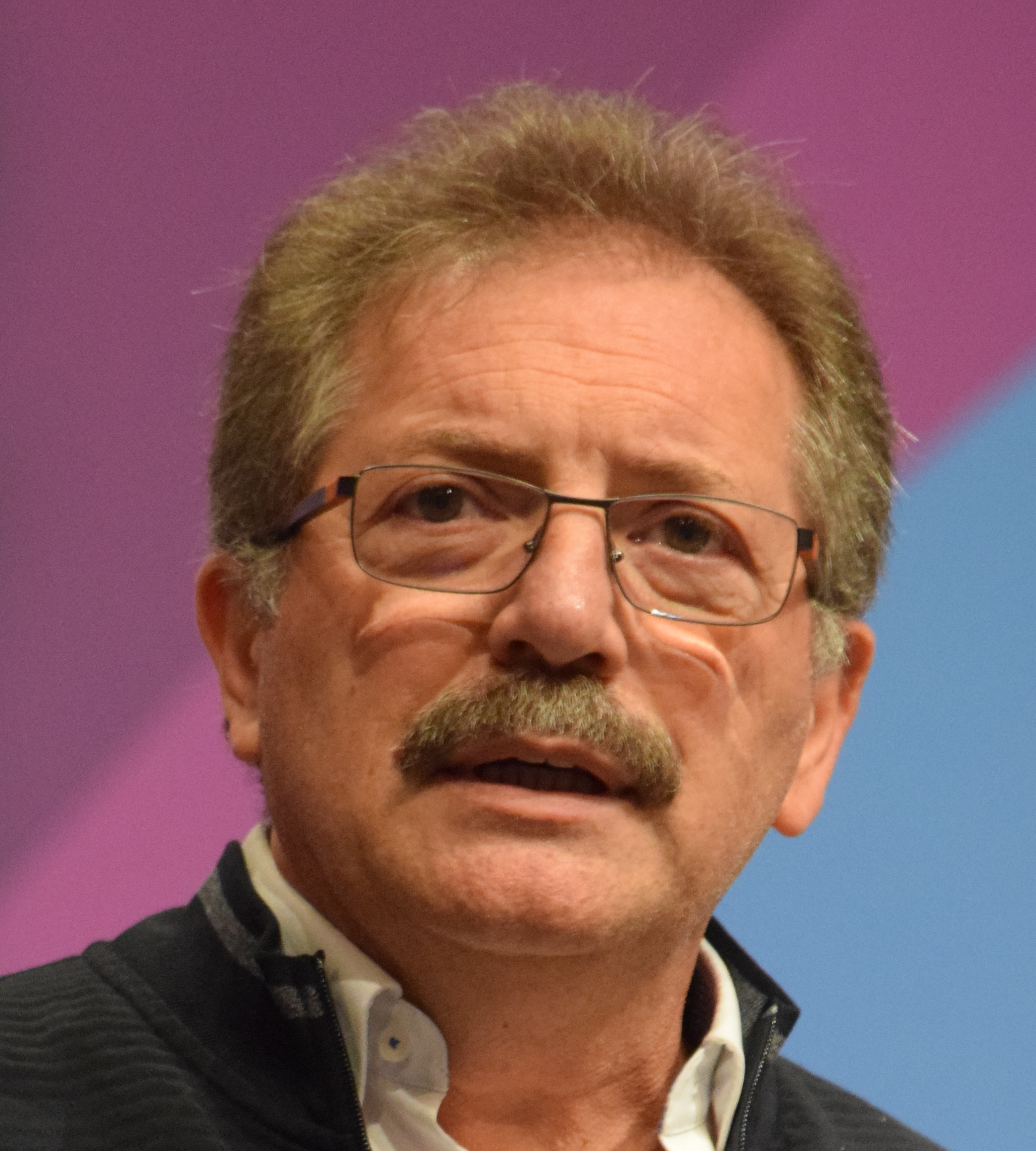
Nico Cué.
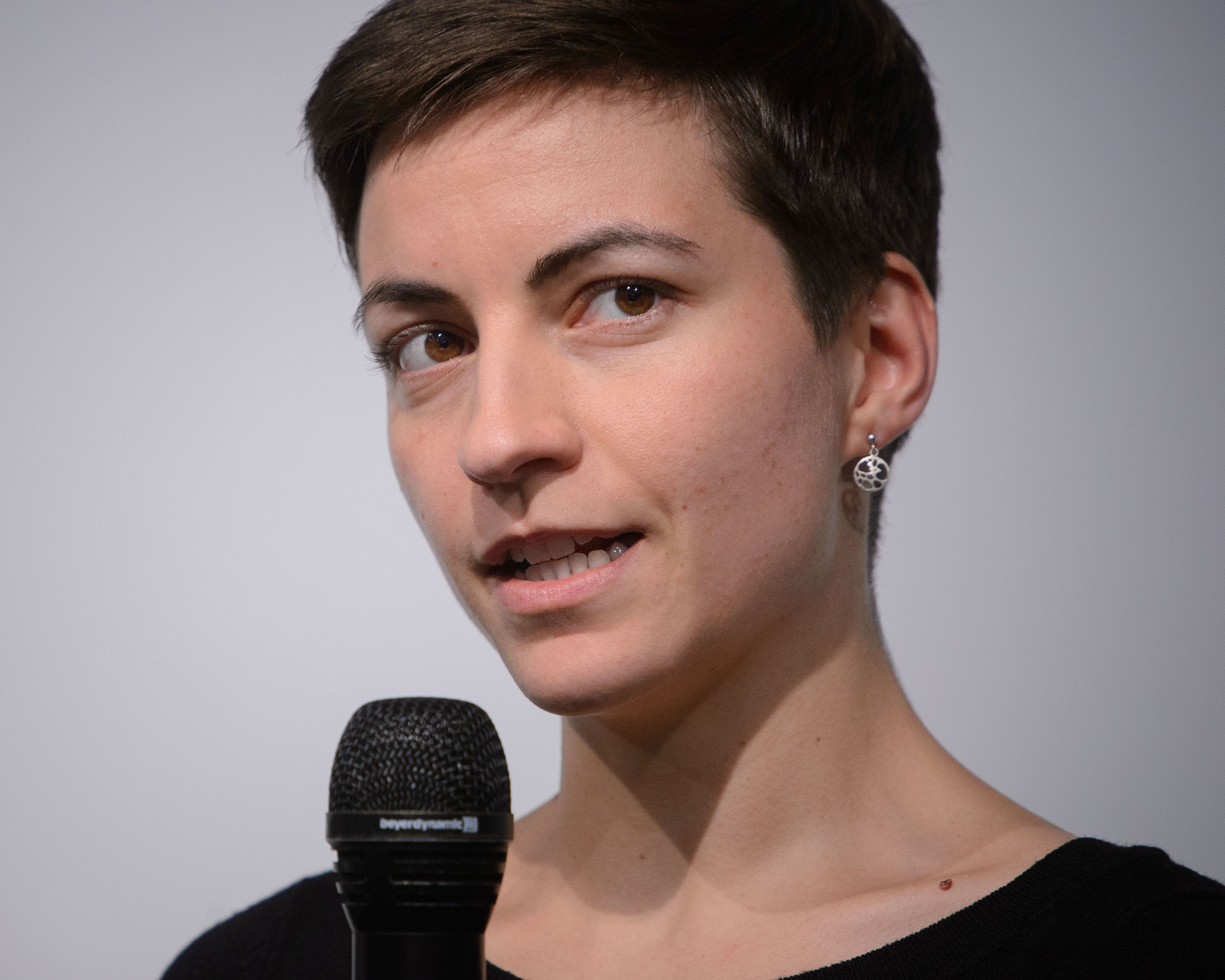
Ska Keller.
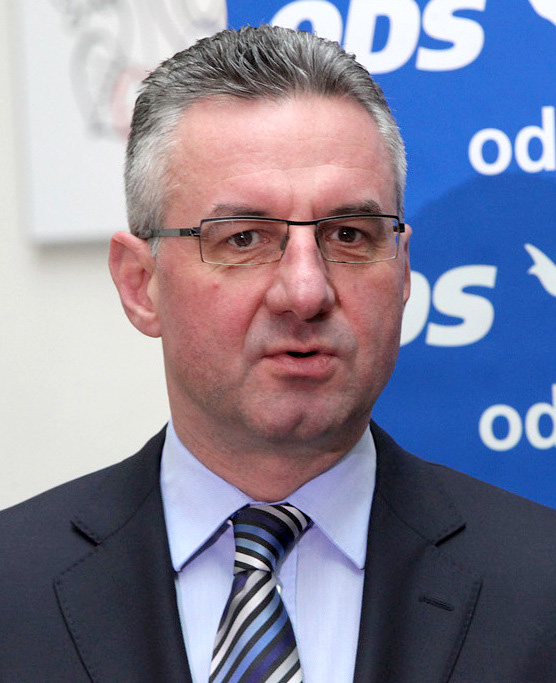
Jan Zahradil.
Margrethe Vestager.
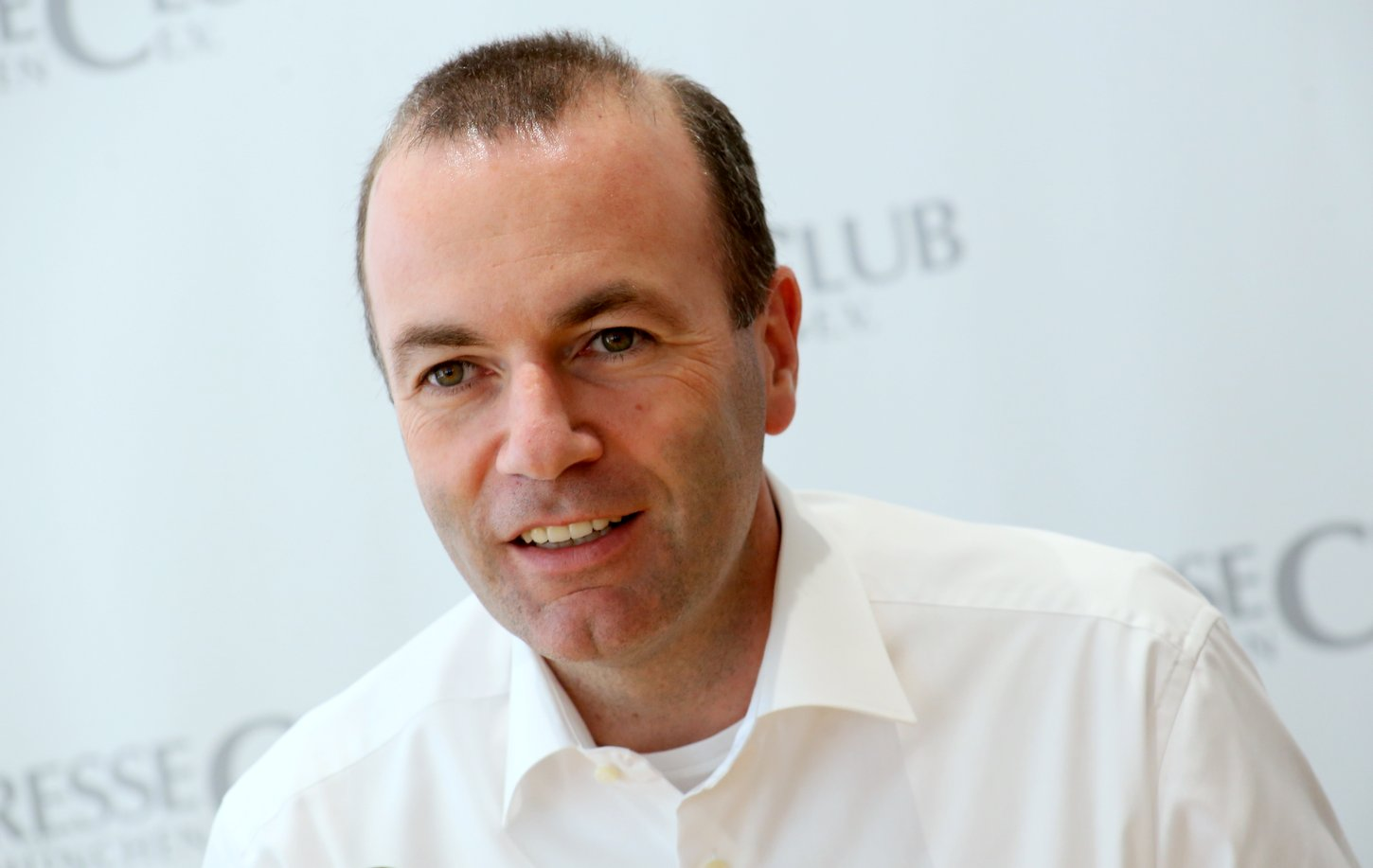
Manfred Weber.
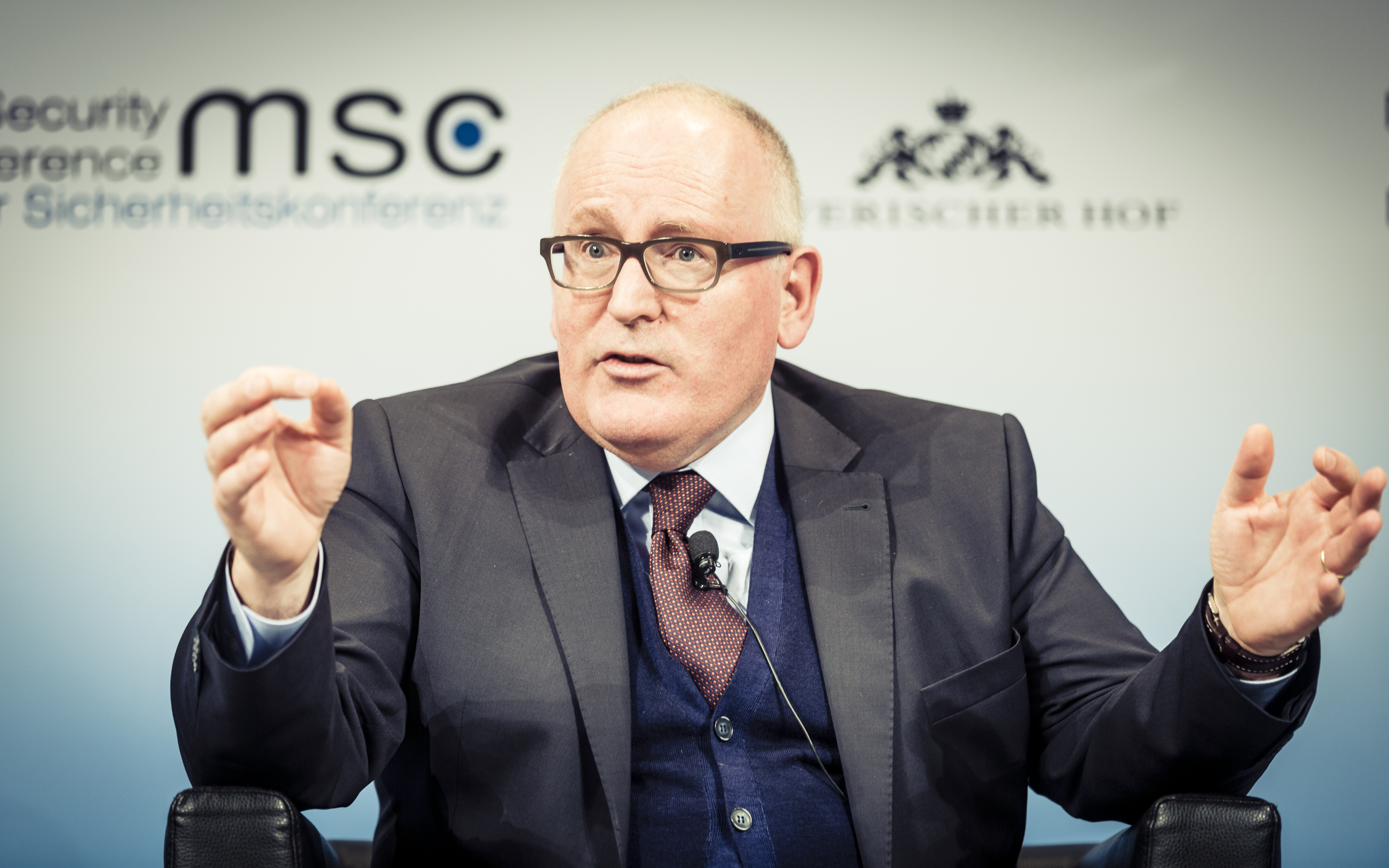
Frans Timmermans.

Durant les 90 minutes de débat, les thèmes suivants devaient être abordés : migration, chômage, sécurité et changement climatique, ainsi que le rôle de l'Europe dans le monde. Le débat s'est principalement concentré sur le salaire minimum commun, l'impôt européen, les entreprises, la réduction des émissions de gaz à effet de serre, le contrôle des frontières associé à la solidarité, et l'utilisation des échanges commerciaux pour améliorer les conditions de travail en Europe

#### Position des participants aux débats
Selon Ouest-France, le débat a été à la fois engagé et respectueux, et en même temps, selon Euractiv, le débat a été houleux, alors que selon Ouest-France, il a été plutôt vif.
Selon France TV Info, Manfred Weber s'est trouvé sur la défensive lorsque les autres candidats  libéraux, écologistes et socialistes l'ont tenu pour responsable des politiques d'austérité dans l'UE.
Manfred Weber veut incarner un président d'une Commission pour un «nouveau départ». Toutefois différents observateurs ont considéré qu'il avait du mal à convaincre,.
Frans Timmermans a proposé l'installation de taxes sur le kérosène et le CO2 dans toute l'Europe, ainsi que l'idée d'une coalition progressiste qui aille de Tsípras à Macron, sur la question du climat. Il souhaite aussi la mise en place d'un salaire minimum européen. Il s'est déclaré en faveur de la fin de l'austérité, 
et a remercié le travail de Paul Magnette contre l’accord de libre-échange avec le Canada, le CETA.
Margrethe Vestager s'est déclarée en faveur de l’égalité des genres. Elle a aussi déclaré au sujet de certains pays européens : « pour moi, un paradis fiscal est un pays où tout le monde paie ses impôts »,.
Ska Keller s'est montrée revendicative sur les questions climatiques et des droits de l’homme. Elle s'est dite en faveur d'une clause climatique dans les traités de libre échange, et opposée aux sigles comme le RGPD.
L'ECR a défendu des positions eurosceptiques a priori opposées à celles du PPE ; Jan Zahradil s'est déclaré en faveur d'une Europe décentralisée, flexible et revue à la baisse.
Nico Cué, candidat syndicaliste sans expérience européenne s'est déclaré en faveur d'une Europe plus solidaire, et a été très revendicatif sur les questions de traités de libre-échange et la désindustrialisation.

#### Thématiques du débat
Le salaire minimum européen a été soutenu par les Verts, la gauche, les socialistes et les libéraux, alors que Manfred Weber ne croit pas à un salaire minimum.
Margrethe Vestager, Ska Keller et Frans Timmermans souhaitent une convergence fiscale  européenne pour les entreprises et une meilleure taxation des multinationales du numérique. Jan Zahradil s'est opposé à cette convergence avec l'argument: « J’estime que les États ont le droit de taxer les entreprises. Or, l’Union européenne n’est pas un État. ».
Manfred Weber s'est déclaré en faveur d'un vote des États à la majorité qualifiée plutôt qu'à l’unanimité sur certains textes de fiscalité.
Sur la question de la solidarité et de la nation, Zahradil et Timmermans ont participé à une joute verbale; Pour Zahradil « Certains pays ont un chômage à 3 % comme le mien, d’autres à 10 %. C’est la preuve que ce sont les parlements nationaux qui doivent avoir la main » alors que pour Timmermans « Sans le principe de solidarité, sans les fonds européens dont votre pays a bénéficié il y a quinze ans, vous n’en seriez pas là ».
Les partis qui n'étaient pas représentés dans ce débat sont les partis populistes qui s'opposent à l'intégration européenne. Pour Frans Timmermans, le Brexit a fait du Royaume-Uni un Game of Thrones sous stéroïdes.
Le débat, diffusé en langue anglaise sur des médias confidentiels, a été peu suivi.
Le débat a pourtant porté sur des thèmes liés aux élections, contrairement à certains débats nationaux.

## Budgets
Au Royaume-Uni, les budgets des campagnes ont été publiés:
- Conservative and Unionist Party: 	£2,600,026
- Green Party: 	£450,260
- Labour Party: 	£1,556,028
- Liberal Democrats: 	£2,468,148
- Scottish National Party (SNP): 	£257,005
- The Brexit Party: 	£2,609,834
- The Independent Group for Change: 	£886,681
- UK Independence Party (UKIP): 	£643,100

## Résultats

Groupe politique arrivé en tête dans chaque circonscription.

Groupes parlementaires par pays.

Les résultats des élections ne peuvent être dévoilés par les gouvernements et les médias nationaux que le dimanche 26 mai au soir, pour tout le territoire de l'Union, y compris pour ceux des pays organisant les élections du jeudi au samedi.

### Résultats
|                 |                                                     |                   |             |       |        |               |  |
| Groupe européen | Groupe européen                                     | Groupe européen   | Voix        | %     | Sièges | +/-           |  |
|                 | Parti populaire européen                            | PPE               | 41 211 023  | 20,80 | 182    | -34           |  |
|                 | Alliance progressiste des socialistes et démocrates | S&D               | 35 421 084  | 17,88 | 154    | 31            |  |
|                 | Renew Europe                                        | RE                | 23 788 652  | 12,01 | 108    | 39            |  |
|                 | Verts/Alliance libre européenne                     | Verts/ALE         | 19 886 513  | 10,04 | 74     | 22            |  |
|                 | Identité et Démocratie                              | ID                | 20 980 853  | 10,59 | 73     | 37            |  |
|                 | Conservateurs et réformistes européens              | CRE               | 14 207 477  | 7,17  | 62     | 15            |  |
|                 | Gauche unitaire européenne/Gauche verte nordique    | GUE/NGL           | 10 219 537  | 5,16  | 41     | 11            |  |
|                 | Non-inscrits                                        | NI                | 12 923 417  | 6,52  | 57     | 37            |  |
|                 | Autres formations                                   | Autres formations | 19 453 922  | 9,82  | 0      | –             |  |
|                 |                                                     |                   |             |       |        |               |  |
| Total           | Total                                               | Total             | 198 352 638 | 100   | 751    | en stagnation |  |

### Genre
Pour des raisons techniques, il est temporairement impossible d'afficher le graphique qui aurait dû être présenté ici.

### Réactions des groupes politiques sortants
Le leader du groupe PPE, Joseph Daul, a estimé — lors d'une soirée électorale à Bruxelles — que son groupe en arrivant premier avait gagné l'élection européenne et que son candidat, Manfred Weber, devait devenir président de la Commission[réf. souhaitée].
Le leader européen des verts, Bas Eickhout a estimé que les résultats donnaient aux verts un poids qu'ils n'avaient jamais eu auparavant au parlement européen.
Le leader du groupe des libéraux, Guy Verhofstadt (ADLE) s'est opposé aux autres groupes et a estimé qu'« un Spitzenkandidat pour lequel vous ne pouvez pas voter dans toute l'Europe, ce n'est tout simplement pas sérieux » (...) (un Spitzentkandidat est une tête de liste). « Pour nous, il est important que le prochain président de la Commission représente une large majorité pro-européenne avec un programme clair pour refonder l'Europe. »

## Conséquences

### Nouveaux groupes politiques
Le Rassemblement national et la Ligue italienne devraient piloter un groupe élargi avec 77 députés, Identité et démocratie, qui remplacerait le groupe Europe des nations et des libertés, au potentiel de 72 députés.
Steve Bannon a considéré que ce groupe pourrait être le deuxième plus grand du Parlement européen en regroupant trois groupes préexistants : l'ENL d'extrême droite, groupe du Rassemblement national et de la Ligue italienne ; le CRE des nationaux-conservateurs, groupe du PiS polonais, et l'ELDD, groupe du Parti du Brexit de Nigel Farage.
Dans ce but, ces divers mouvements ont créé une coalition nommée « Alliance européenne des peuples et des nations » (AEPN). Le PiS polonais ne souhaite pas en faire partie, en raison de divergences sur les relations avec la Russie.
Côté ADLE, la tête de liste française, Nathalie Loiseau prône le renommage du groupe où le L de libéral pourrait être remplacé par le C de citoyen.
Le 12 juin, Guy Verhofstadt annonce que le groupe ADLE est renommé en Renew Europe. Le même jour, les députés du groupe ENL et ses nouveaux alliés se réunissent et renomment le groupe en Identité et démocratie.
| Groupe européen | Groupe européen                                     | Groupe européen | Députés   | +/- | Ancien(s) groupes |
| --------------- | --------------------------------------------------- | --------------- | --------- | --- | ----------------- |
|                 | Parti populaire européen                            | PPE             | 182 / 751 | 34  | PPE               |
|                 | Alliance progressiste des socialistes et démocrates | S&D             | 154 / 751 | 31  | S&D               |
|                 | Renew Europe                                        | RE              | 108 / 751 | 39  | ADLE              |
|                 | Verts/Alliance libre européenne                     | Verts/ALE       | 74 / 751  | 22  | Verts/ALE         |
|                 | Identité et démocratie                              | ID              | 73 / 751  | 37  | ENL, ELDD, CRE    |
|                 | Conservateurs et réformistes européens              | CRE             | 62 / 751  | 15  | CRE               |
|                 | Gauche unitaire européenne/Gauche verte nordique    | GUE/NGL         | 41 / 751  | 11  | GUE/NGL           |
|                 | Non-inscrits                                        | NI              | 57 / 751  | 37  | NI, ELDD          |
|                 | Vacant                                              | N/A             | 0 / 751   | 2   | N/A               |

| Groupe européen | Groupe européen                                       | Groupe européen | Députés (au 1er juillet 2019) | Cause de la disparition                                                                                                 | Nouveau groupe                          |
| --------------- | ----------------------------------------------------- | --------------- | ----------------------------- | --- | --------------------------------------- |
|                 | Europe des nations et des libertés                    | ENL             | 36 / 751                      | Élargissement et nouveaux partis membres.                                                                               | Identité et démocratie                  |
|                 | Alliance des démocrates et des libéraux pour l'Europe | ADLE            | 69 / 751                      | Élargissement et nouveaux partis membres.                                                                               | Renew Europe                            |
|                 | Europe de la liberté et de la démocratie directe      | ELDD            | 54 / 751                      | Plusieurs membres quittent le groupe pour Identité et démocratie. S'ajoute à ça la non-réélection de plusieurs députés. | - Identité et démocratie - Non-inscrits |

### Nominations
Les chefs d'État et/ou de gouvernement se sont réunis le mardi 28 mai pour discuter des postes de commissaire à la commission européenne.
Profitant du succès de son groupe aux élections européennes, Emmanuel Macron devrait soutenir la candidature de candidats pouvant rassembler les différents partis vainqueurs des élections. Il a notamment cité les noms de Margrethe Vestager (ADLE), Michel Barnier (PPE), et Frans Timmermans (PSE). Emmanuel Macron est en accord avec huit chefs d'État ou de gouvernement de libéraux et a besoin du soutien des cinq chefs socialistes.
Angela Merkel dans la logique des spitzenkandidats considère que Manfred Weber (PPE) serait légitime au poste de président de la Commission européenne.
Les chefs d’État et/ou de gouvernement devaient s'accorder lors d'un sommet les 20 et 21 juin 2019 pour désigner un candidat qui devra obtenir la majorité absolue du parlement pour être président de la commission. Ne parvenant pas à un accord à cette date, un sommet extraordinaire est réuni du 30 juin au 2 juillet, au terme duquel une proposition de distribution des postes est formulée.

Proposition du 2 juillet 2019
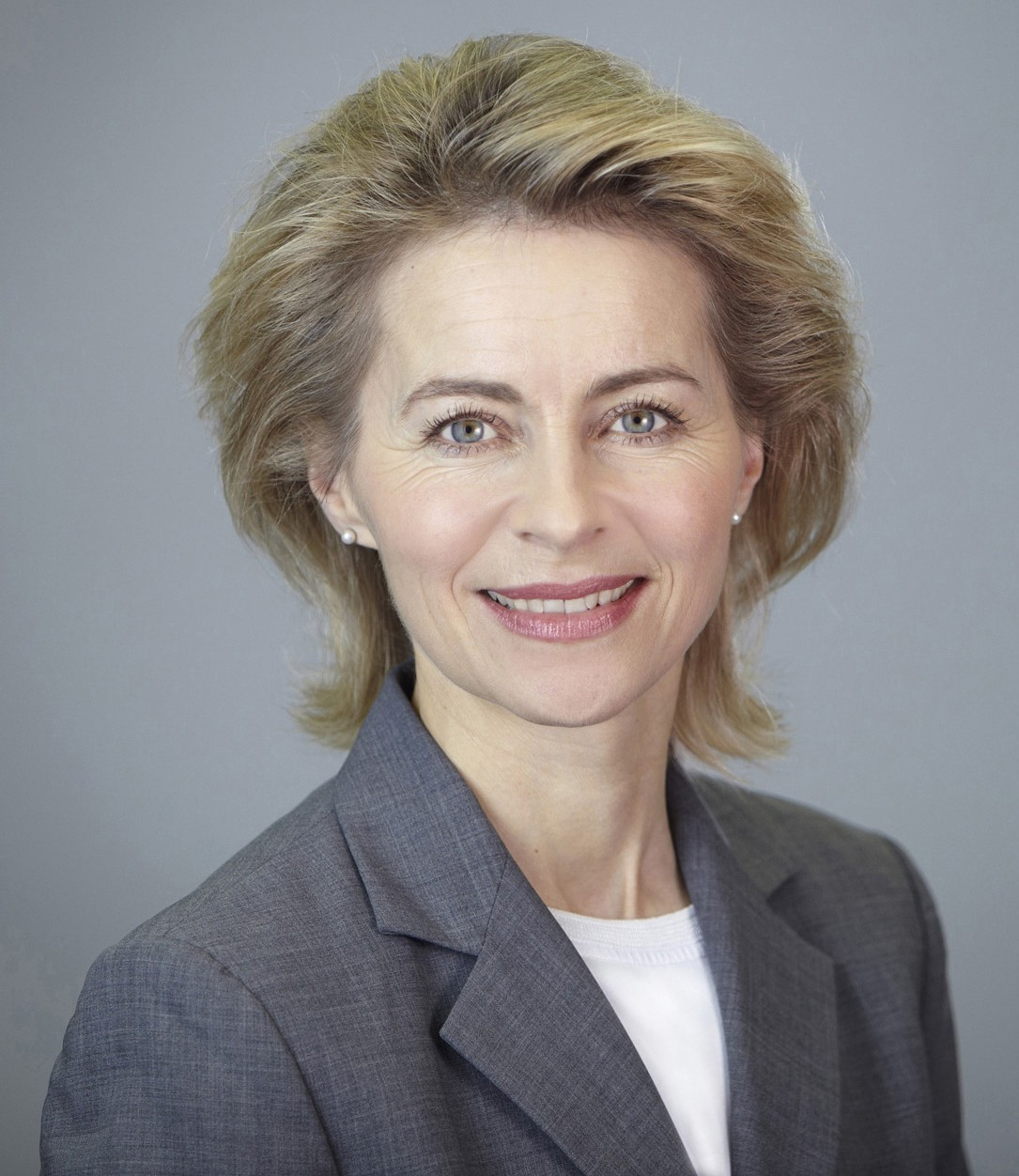
Tête de la Commission : Ursula von der Leyen
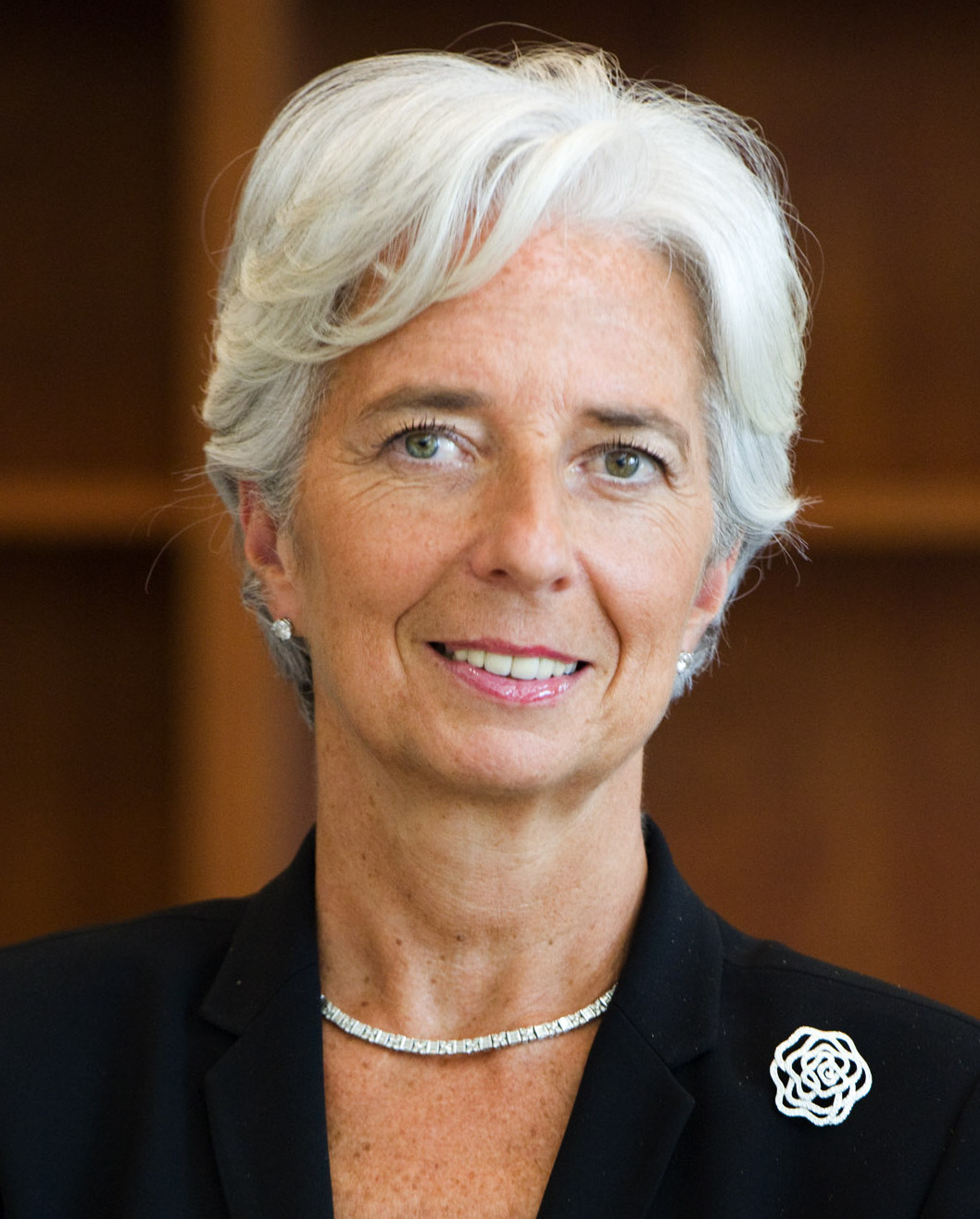
Banque centrale européenne : Christine Lagarde
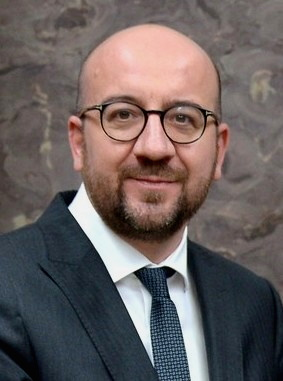
Présidence du Conseil : Charles Michel
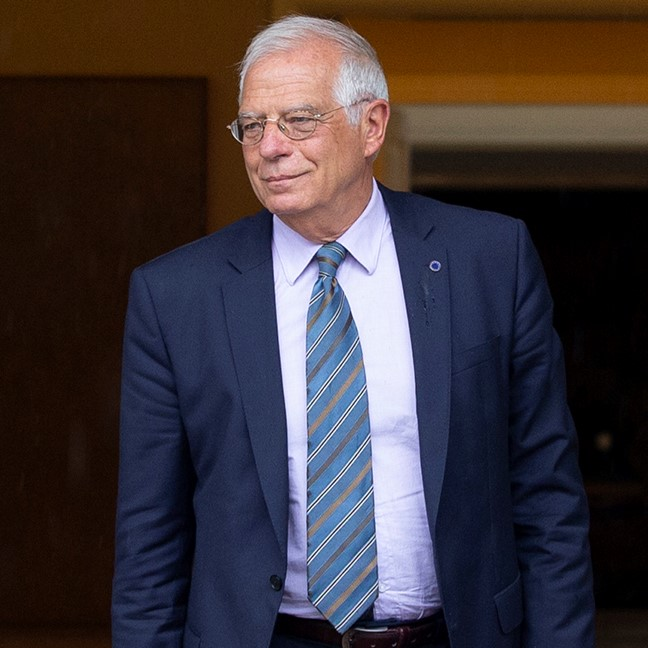
Haut représentant pour les affaires extérieures : Josep Borrell

| Candidat   | Candidat                   | Date            | Vote      | Vote      |
| ---------- | -------------------------- | --------------- | --------- | --------- |
|            | Ursula von der Leyen (PPE) | 16 juillet 2019 | Pour      | 383 / 751 |
| Contre     | Ursula von der Leyen (PPE) | 16 juillet 2019 | 327 / 751 |           |
| Abstention | Ursula von der Leyen (PPE) | 16 juillet 2019 | 22 / 751  |           |
| Nuls       | Ursula von der Leyen (PPE) | 16 juillet 2019 | 1 / 751   |           |
|            |                            | 16 juillet 2019 |           |           |
| Exprimés   | Ursula von der Leyen (PPE) | 16 juillet 2019 | 733 / 751 |           |

### Affaires judiciaires
Une enquête conduite par un consortium de vingt-quatre médias européens révèle en janvier 2024 que 163 députés européens sur 704, soit près d’un quart d'entre eux, ont été impliqués dans une affaire d’infraction à la loi ou de violation d’un règlement. Quarante-cinq affaires sont liées à la corruption, et notamment à l’attribution de pots-de-vin (dix-huit cas recensés) ; quarante-quatre à la fraude et au détournement d’argent ; et quarante-six au harcèlement moral ou sexuel. La plus importante est le scandale de corruption par le Qatar. Concernant les affaires ayant entrainé des suites judiciaires, 55 des eurodéputés mis en cause appartiennent à des groupes d’extrême droite, 42 à la droite et 26 à la gauche et aux écologistes.

### Élection du président du Parlement
| Date           | Candidat | Candidat      | Groupe    | Voix     | Voix    |
| Date           | Candidat | Candidat      | Groupe    | 1er tour | 2e tour |
| -------------- | -------- | ------------- | --------- | -------- | ------- |
| 3 juillet 2019 |          | David Sassoli | S&D       | 325      | 345     |
| 3 juillet 2019 |          | Jan Zahradil  | CRE       | 162      | 160     |
| 3 juillet 2019 |          | Ska Keller    | Verts/ALE | 133      | 119     |
| 3 juillet 2019 |          | Sira Rego     | GUE/NGL   | 42       | 43      |

## Compléments